# Prunelle Blues
Pour plus de détails, voir Fiche technique et Distribution.
Prunelle Blues est un film français réalisé par Jacques Otmezguine en 1986.

## Synopsis
Un homme se retrouve poursuivi par la police et des malfrats à cause d'une femme dont il est tombé amoureux.

## Fiche technique
- Titre : Prunelle Blues
- Réalisation : Jacques Otmezguine, assisté de Philippe Guez
- Scénario : Jacques Otmezguine d'après son roman
- Producteur : Alain Sarde
- Compositeur : Yvan Jullien
- Photographie : Yves Dahan
- Montage : Yves Deschamps
- Genre : Policier
- Durée : 94 minutes
- Date de sortie : 9 juillet 1986

## Distribution
- Michel Boujenah : Freddy
- Vincent Lindon : Fernand
- Karim Allaoui : Albert Perez
- Michel Aumont : Le Commissaire Cade
- Valérie Steffen : Florence / Prunelle
- Bruno Moynot : le flic en faction

## Autour du film
- Le titre du film est également connu sous la graphie Prunelles Blues : il s'agit d'une erreur puisque le terme Prunelle fait référence à un des personnages.